# حمام چرام
حمام چرام مربوط به اواخر دوره قاجار -اوایل دوره پهلوی است و در شهرستان کهگیلویه، چرام، ۲۰م قلعه چرام واقع شده و این اثر در تاریخ ۷ مهر ۱۳۸۱ با شمارهٔ ثبت ۶۲۸6 به‌عنوان یکی از آثار ملی ایران به ثبت رسیده است.